# Waldemar Ernst
Waldemar Wilhelm Adolf Ernst (* 27. April 1909 in Mannheim; † 13. Mai 2002 in Heidelberg) war ein deutscher Jurist und Verwaltungsbeamter. Im Zweiten Weltkrieg war er Oberkriegsverwaltungsrat und SS-Sturmbannführer. Ab den 1950er Jahren hatte er verschiedene leitende Funktionen in Unternehmen inne, unter anderem als Aufsichtsratsvorsitzender der Dyckerhoff-Zementwerke AG in Wiesbaden, Aufsichtsratsmitglied der Vereinigten Elektrizitäts- und Bergwerks-AG in Herne sowie der Südwestdeutschen Salz AG in Bad Friedrichshall.

## Leben

### Werdegang und Karriere bis 1939
Als Sohn eines Apothekers geboren, ging Ernst auf die humanistischen Gymnasien in Mannheim und Heidelberg. Als Schüler wurde er 1924 Mitglied des Jungnationalen Bundes. Er studierte Rechtswissenschaften, Neuere Geschichte und Volkswirtschaft in Heidelberg, München und Halle. Während seines Studiums wurde er 1927 Mitglied der Burschenschaft Frankonia Heidelberg. In seiner Studentenzeit engagierte er sich als Vertreter der Großdeutschen Studentengemeinschaft im Studentenausschuss der Universität Heidelberg und arbeitete als Funktionär für die Deutsche Burschenschaft. Nach Examen 1931 und Dissertation zum Dr. iur. 1932, ging er für längere Zeit nach Großbritannien. 1935 machte er sein Assessorexamen und trat im Anschluss in die badische Innenverwaltung ein.
Nachdem er zum 11. Juli 1932 der NSDAP beigetreten war (Mitgliedsnummer 1.207.704), wurde er 1938 Mitglied der SS. Anfang 1938 wurde er Verwalter der Polizeidirektion und kurz darauf im Juni mit 28 Jahren Polizeidirektor in Baden-Baden.

### Im Zweiten Weltkrieg
Im Zweiten Weltkrieg  wurde Waldemar Ernst 1940 als Artillerie-Offizier eingezogen und war als solcher im Verwaltungsstab der 5. Armee in Lille tätig. Von Lille wurde er im November des gleichen Jahres zum Verwaltungsstab des Militärbefehlshabers (MBF) in Paris versetzt. Er leitete dort als Oberkriegsverwaltungsrat  die „Gruppe V (pol)“ (für Polizei) und war unter anderem für die Aufsicht über die französische Polizei zuständig. Nach einem Zwischenspiel als Oberregierungsrat in der Personalabteilung des Reichsinnenministeriums von März bis September 1941 kehrte er Oktober 1941 als Oberkriegsverwaltungsrat zum MBF nach Paris zurück und blieb dort bis Mai 1942. Im Rahmen dieser Tätigkeit wurden am 2. Dezember 1941 unter Waldemar Ernsts Mitverantwortung 1100 Juden verhaftet und am 27. März 1942 deportiert. In einem Schreiben vom 19. Dezember 1941 forderte Ernst den Kommandanten des Internierungslagers Compiègne auf, Listen von gefangengenommenen Juden aufzustellen, die nach den Anordnungen des MBF zu deportieren seien und ordnete in einem weiteren Schreiben vom gleichen Tag an, „die am 14.12.1941 verhafteten Juden (die jüdische Intelligenz von Paris) auf ihre Eignung zu Zwangsarbeiten im Osten zu untersuchen“.
Im Anschluss an seine Tätigkeit als Oberkriegsverwaltungsrat in Frankreich wurde er am 1. September 1942 Landrat im Landkreis Waldshut. Im Januar 1943 wurde er erneut zur Wehrmacht eingezogen mit Einsätzen in Frankreich und der Sowjetunion, aus denen er verwundet zurückkehrte.  1943/1944 war Ernst SS-Sturmbannführer beim SD-Führer in Straßburg.

### Nachkriegskarriere
1945 wurde Ernst seines Landratsamtes enthoben und war von 1946 bis 1948 interniert. 1949 war er als Angestellter am Landratsamt Heidelberg tätig, 1950 beim Landratsamt Tauberbischofsheim. Dann wurde er Leiter der badischen Staatsschuldenabteilung und der Landeshauptkasse in Karlsruhe, deren Direktor er 1951 wurde. 1953 war er als Vorsitzender der Geschäftsführung bzw. als Hauptgeschäftsführer der Schwäbischen Hüttenwerke GmbH in Wasseralfingen tätig. Später wurde er Aufsichtsratsvorsitzender der Dyckerhoff-Zementwerke AG in Wiesbaden, Aufsichtsratsmitglied der Vereinigten Elektrizitäts- und Bergwerks-AG in Herne sowie der Südwestdeutschen Salz AG in Bad Friedrichshall. 1963 wurde er Vizepräsident der Vollversammlung der Industrie- und Handelskammer Heidenheim-Aalen. Er war auch im Vorstand des Verbandes Württemberg-Badischer Metallindustrieller in Stuttgart und engagierte sich in zahlreichen weiteren Verbänden.
1983 warf ihm die Staatsanwaltschaft Köln vor, dass er als „Leiter der Gruppe V (pol)“ im Verwaltungsstab des Militärbefehlshabers in Frankreich 1940/41 Beihilfe zum Mord geleistet habe, indem er die Verhaftung und Deportation von 1100 Juden unterstützt habe. Das Verfahren wurde an die Staatsanwaltschaft Stuttgart abgetreten, die es schließlich 1987 einstellte, da Ernst „lediglich befehlsmäßig“ gehandelt habe und daher als Täter nicht in Frage komme. „Dieser Befund“, so resümiert der Historiker Bernd-A. Rusinek, „reiht sich ein in die chronique scandaleuse der Verfolgung von NS-Tätern in der Bundesrepublik“.

## Veröffentlichungen
- Das badische Polizeiverordnungs- und Polizeiverfügungsrecht. Unter besonderer Berücksichtigung der Novelle vom 26. Februar 1931. Dissertation Universität Heidelberg 1932.
- England am Scheidewege. In: Burschenschaftliche Blätter, 49. Jahrgang (Dez. 1934), H. 3, S. 66–69.

## Auszeichnungen
- 1972: Großes Bundesverdienstkreuz